# Olaf Schubert

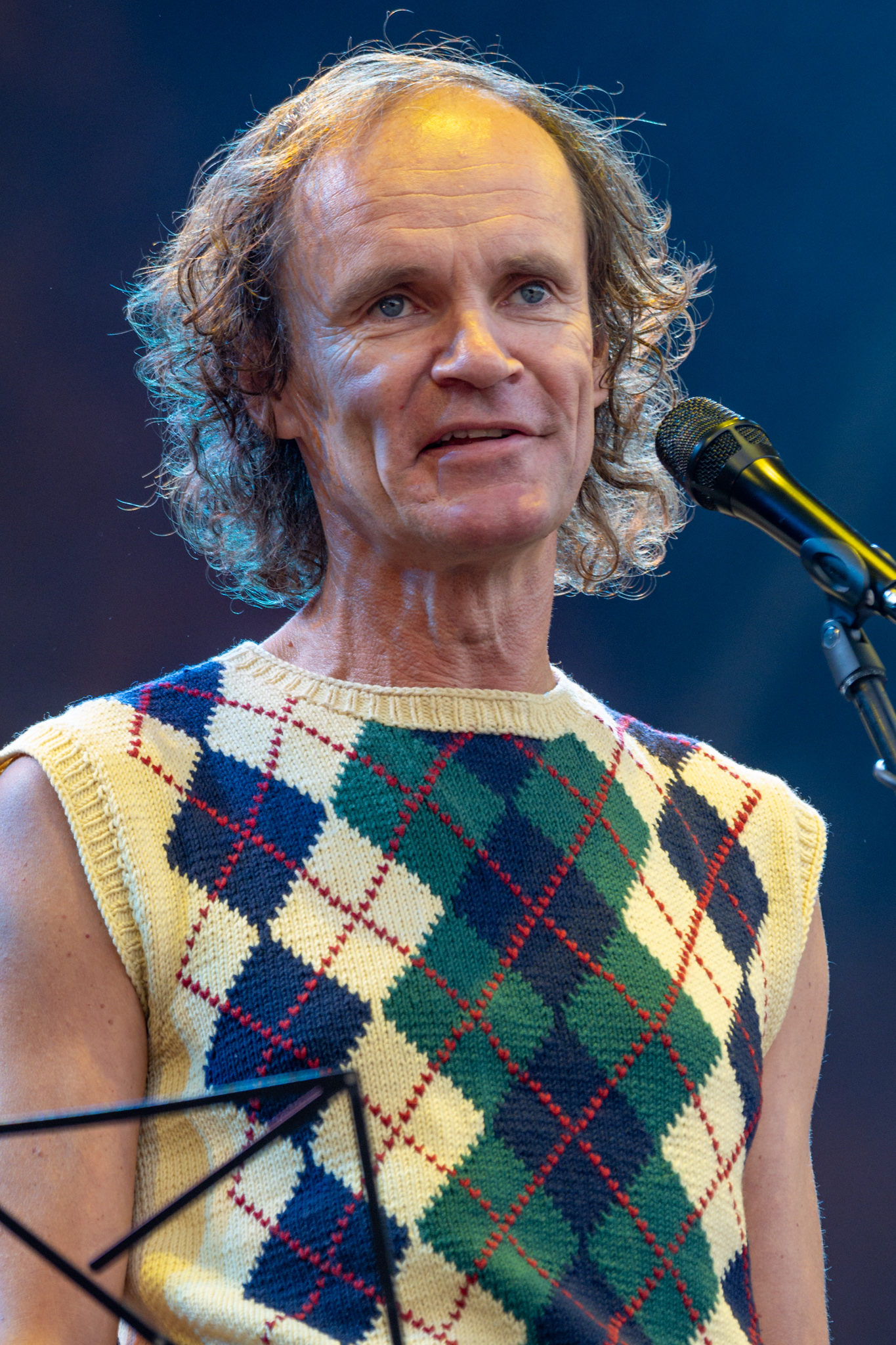
Olaf Schubert (2021)

Olaf Schubert (* 7. November 1967 in Plauen) ist als Kunstfigur ein Alter Ego des Dresdner Comedians, Kabarettisten, Hörspielproduzenten und Musikers Michael Haubold. Schubert tritt regelmäßig mit der Formation „Olaf Schubert und seine Freunde“ zusammen mit Herrn Stephan (Bass, Trompete, Gesang) und Jochen Barkas (Gitarre, Gesang) auf und musiziert mit ihnen. Der Künstler Michael Haubold spielte auch als Gabi Schubert (die Schwester von Olaf Schubert) bis zu deren Auflösung Schlagzeug bei der Band Dekadance und bis 2013 als Michael Rock bei der Band „Die Rockys“.

## Werk
Olaf Schubert tritt im Kleinkunstbereich auf und ist regelmäßig Gast in der heute-show. Er inszeniert sich als ein von sich selbst überzeugter Besserwisser; bekannt ist er vor allem für die von ihm dargebotene Wortakrobatik. Seine Markenzeichen sind der gestrickte Argyle-Pullunder und die überkämmte Glatze. Olaf Schubert bezeichnet sich in der Rolle seiner Bühnenfigur als „Mahner und Erinnerer“, „Weltverbesserer und Humorist“, „Wunder im Pullunder“, „freischaffender Betroffenheitslyriker“ und „zweitwichtigsten Bewahrer der Wahrheit nach dem Papst“. Laut eigener Aussage in der Rolle seiner Bühnenfigur gehöre er nicht zu den zehn erotischsten Männern Deutschlands, aber mit Platz 11 könne er gut leben. Seine Bühnenauftritte werden ergänzt durch musikalische Beiträge, in denen Schubert Gitarre oder Schlagzeug spielt und singt. Nicht nur musikalische Unterstützung erhält die Bühnenfigur dabei meist von Herrn Stephan (Bert Stephan) und Jochen Barkas. Beide Musiker ergänzen Schubert ebenfalls im alljährlich zur Weihnachtszeit aufgeführten Programm Krippenspiel ebenso wie Klaus Weichelt, mit dem Schubert im Duett das Stück Mumpitzspasmolator meets Elektroobst zum Besten gibt. Beide treten auch in der Formation „Cliff Polpott und sein Knecht Matti“ (The Dark Side of Olaf Schubert) auf.

### Lokale Bekanntheit

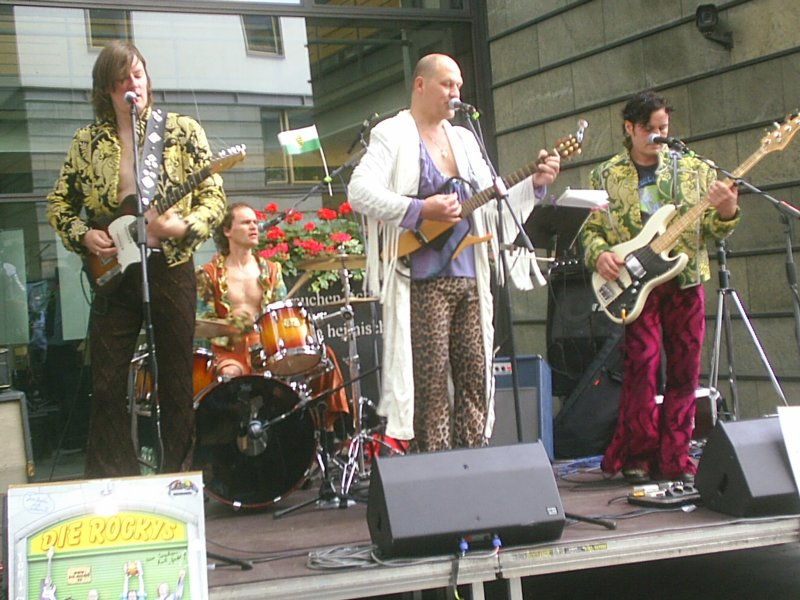
Michael Haubold alias Michael Rock am Schlagzeug der Coverband Die Rockys (2007)

Schon länger ist Olaf Schubert in Sachsen bekannt. Regelmäßige Auftritte als Komiker und Musiker hatte er in den 1990er Jahren etwa auf dem Dresdner Elbhangfest oder im Rahmen von Dekadance, zum Krippenspiel in der Scheune, sowie als Schlagzeuger von Die Rockys. Lokal populär wurde auch sein 1998 veröffentlichtes Hördialoge-Album, das sächsische Gepflogenheiten ironisierte und auch unbewältigten Rassismus und Antisemitismus auf zynische Art rezipierte. Während der Fußball-EM 2008 präsentierte sich Schubert als Live-Moderator vor Publikum in Weinböhla, und im Juli 2008 führte er mit den Rockys das Stück Eimer für alle! Die Musketiere! auf. Am 7. September 2008 fand die erste Vorpremiere seines Stücks Meine Kämpfe statt. Im Folgemonat präsentierte er erstmals die Dresdner Stadtrundshow. Im November 2008 trat Olaf Schubert zusammen mit Olaf Böhme in einer Minitournee mit ihrem Gipfeltreffen „Olaf meets Olaf“ auf.

### Bundesweite Präsenz
Über die Grenzen Sachsens hinweg erlangte Schubert nach der Jahrtausendwende u. a. durch seine Auftritte im Quatsch Comedy Club Aufmerksamkeit. Nach dem Sendestart von Comedy Central in Deutschland war er dort in der Sendung u. A. w. g. – um Antwort wird gebeten zu sehen, zudem trat er auch in der WDR-Comedysendung Night Wash auf. Seit einigen Jahren ist er Stammgast beim ZDF in der heute-show. Auf dem Radiosender SWR3 ist seine Kolumne „Mahner und Erinnerer“ regelmäßig zu hören. 2010 wurden vier jeweils halbstündige Sendungen Olaf TV – Von Schubert zu Mensch auf 3sat ausgestrahlt. Eine zweite Staffel der Sendung wurde in vier Folgen zwischen Oktober 2011 und März 2012 ausgestrahlt. Ende August 2012 wurde in Dresden das neue Programm SO erstmals als Vorpremiere im Kabarett Breschke & Schuch aufgeführt. Am 2. Oktober 2012 moderierte Haubold in der Rolle seiner Kunstfigur zusammen mit Oliver Welke die 14. Verleihung des Deutschen Fernsehpreises. 2011 und 2012 fungierte Olaf Schubert beim TV total Turmspringen als Co-Moderator. Seit Januar 2014 gibt es die Fernsehshow Olaf verbessert die Welt! Die ersten vier Ausgaben strahlte das MDR Fernsehen 2014 erstmals aus. Ab der fünften übernahm im Februar 2015 Das Erste die Erstausstrahlung, auch wegen des großen Erfolgs beim jungen Publikum. Seit 2017 produziert der MDR für die ARD Olaf macht Mut. In der Show widmet sich Olaf Schubert zusammen mit Julius Fischer je einem Thema wie „Der Sinn des Lebens“, „Alter“ und „Geld“.
2014 war Haubold als Olaf Schubert Vorsitzender der Jury des Deutschen Comedypreises. Seit 2015 ist Olaf Schubert Schirmherr und Gastgeber des jährlich im März stattfindenden Festivals Humorzone Dresden. Das Motto lautet: „Man darf auch mal lachen müssen“.
Seit dem 3. Juli 2019 präsentiert Schubert verschiedene Comedians in seiner Sendung Olafs Klub, die vom MDR ausgestrahlt wird. Seit Mai 2020 moderiert Olaf Schubert gemeinsam mit Torsten Sträter und Johann König die Sendung Das Gipfeltreffen. Im November 2020 trat er in der Late-Night-Show Täglich frisch geröstet auf. Ende August 2024 feierte er mit Gästen (Zärtlichkeiten mit Freunden, Johann König, Rainald Grebe, Dekadance, Anna Mateur, Die Rockys) sein 30-jähriges Bühnenjubiläum in der Jungen Garde in Dresden.

## Privates
Haubold absolvierte eine Lehre zum Wirtschaftskaufmann. Er studierte Architektur und Musik, brach das Studium aber ab. Die Studienzeit verbrachte er teilweise in der belarussischen Hauptstadt Minsk. Haubold lebt in Dresden-Neustadt und ist seit September 2012 Vater.

## Programme und Rollen
- Hier bin ich! (1995)
- Gefühl gewinnt! (1996)

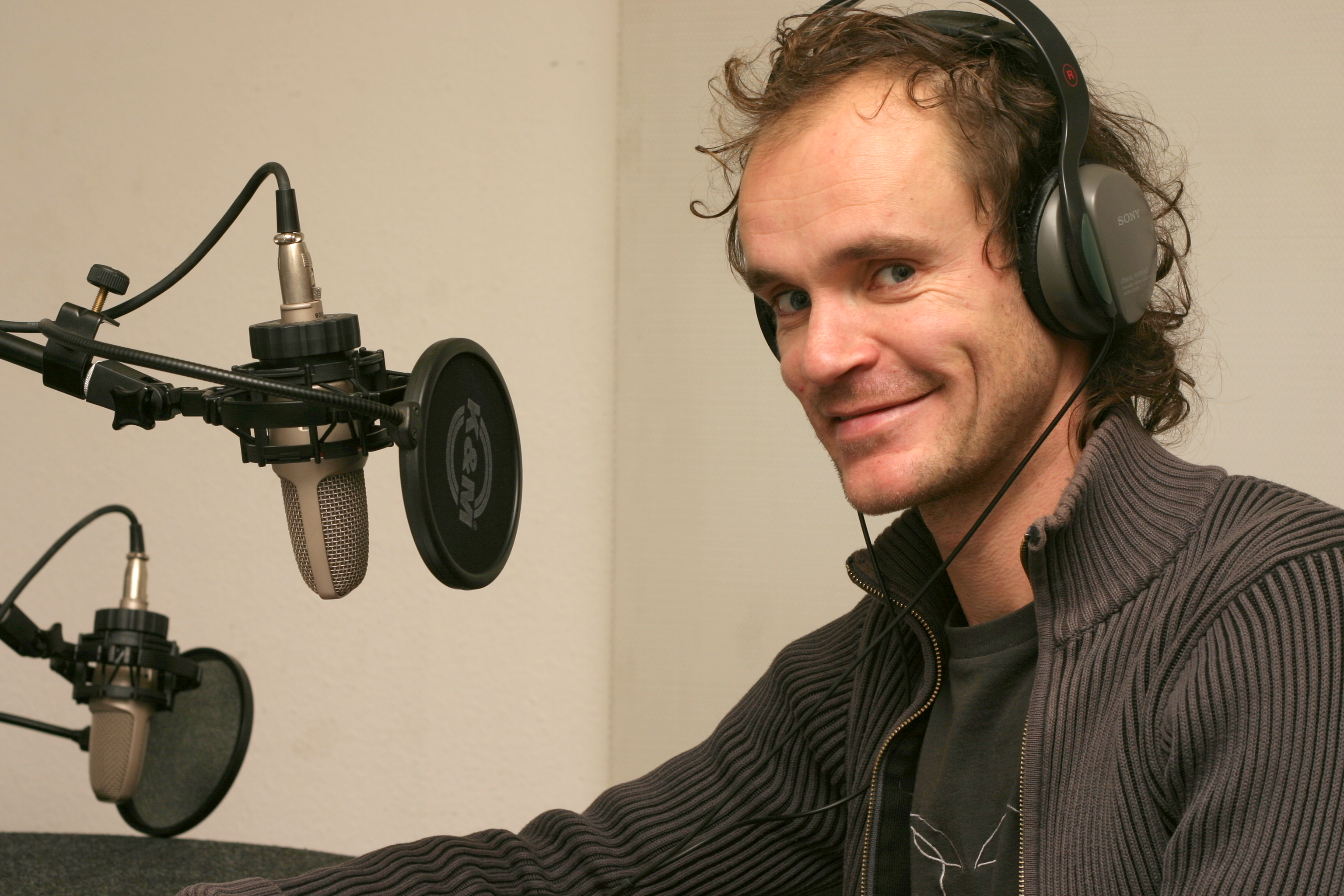
Olaf Schubert 2005 im coloRadio-Studio Dresden

- Krippenspiel (1996, jährlich in aktualisierter Form)
- Ich bereue nichts! (1998)
- Bestandsaufnahme (1999)
- Echte Menschen (2000)
- Boykott (2003)
- Mumpitzspasmolator meets Elektroobst
- Hörspiele mit Puppen
- Ich bin bei Euch (2007)
- Olaf meets Olaf (2008)
- Meine Kämpfe (2008)
- Experte in der heute-show (seit 2009)
- So! (2012)
- Olaf verbessert die Welt! (seit 2014)
- Alles steht Kopf (Stimme der Angst für Bill Hader) (2015)
- Sexy forever (2016)
- Zeit für Rebellen (2020)
- Das Gipfeltreffen[20] (seit 2020)
- Alles steht Kopf 2 (Stimme der Angst für Tony Hale) (2024)

## Bücher
- Wie ich die Welt retten würde, wenn ich Zeit dafür hätte, Fischer, Frankfurt 2010, ISBN 978-3-596-18605-1.
- Wie Dirk B. lernte, den Kapitalismus zu lieben, Fischer, Frankfurt 2020, ISBN 978-3-596-70400-2 (mit Stephan Ludwig)
- Olaf Schubert bewertet die Schöpfung: Von Abba bis Zyankali, Fischer, Frankfurt 2022, ISBN 978-3-596-70789-8 (mit Stephan Ludwig)

## Diskographie

### Olaf Schubert
- Bestandsaufnahme – Lieder zur Befindlichkeit nach der Wende (Demotapekassettenproduktion) (1991)
- Hier bin ich! (1995)
- Gefühl gewinnt! (1996)
- Ich bereue nichts! (1998)
- Bestandsaufnahme (1999)
- Echte Menschen (2000)
- Boykott (DVD, 2003)
- Ich bin bei dir (2007)
- Ich bin bei euch (DVD, 2009)
- Meine Kämpfe (CD, 2009)
- Meine Kämpfe (DVD, 2012)
- So! (CD, 2013)
- So! (DVD, 2014)
- Ich bin hier (CD, 2015)

### Hörspiele
- Die 17 besten Hördialoge (1998)
- In Verbalgewittern (2002)
- Meisterwerke selbstgemacht (2005)
- Olaf Schubert packt ein (2008)
- Komplette Fragmente (2009)
- Wie ich die Welt retten würde (2010)
- Alles steht Kopf. Das Original-Hörspiel zum Disney/Pixar Film, Walt Disney Records & Audible

### Gabi Schubert
& die Original Elbtaler
- Ich bin wieder da (2001)

## Filmografie
- 2005: Alles Atze (Fernsehserie, Folge Die spinnen, die Römer)
- 2015: Alles steht Kopf (Synchronsprecher, deutsche Fassung)
- 2016: Elsterglanz und der Schlüssel für die Weibersauna
- 2016: Schubert in Love (Kinofilm)
- 2018: Verpiss dich, Schneewittchen (Kinofilm)
- 2019: Alfons Zitterbacke – Das Chaos ist zurück (Kinofilm)
- 2021: Joko & Klaas gegen ProSieben (Gastauftritte)
- 2022, 2023, 2024: LOL: Last One Laughing
- 2023: Olaf Jagger
- 2024: Alles steht Kopf 2 (Synchronsprecher, deutsche Fassung)

## Auszeichnungen
- 2004: Salzburger Stier
- 2004: St. Ingberter Pfanne
- 2005: Thüringer Kleinkunstpreis
- 2006: Das große Kleinkunstfestival – Berlin-Preis
- 2008: Deutscher Comedypreis in der Kategorie Bester Newcomer
- 2009: Deutscher Comedypreis als Ensemblemitglied der heute-show (Beste Comedyshow)
- 2010: Deutscher Fernsehpreis als Ensemblemitglied der heute-show (Comedy)
- 2010: Deutscher Kleinkunstpreis in der Sparte Kleinkunst
- 2010: Deutscher Comedypreis als Ensemblemitglied der heute-show (Beste Comedyshow)
- 2011: Deutscher Comedypreis als Ensemblemitglied der heute-show (Beste Comedyshow)
- 2012: Deutscher Comedypreis als Ensemblemitglied der heute-show (Beste Comedyshow)
- 2013: Deutscher Comedypreis in der Kategorie Bester Komiker
- 2014: Deutscher Fernsehpreis als Ensemblemitglied der heute-show (Comedy)
- 2014: Bambi als Ensemblemitglied der heute-show (Comedy)
- 2018: Bayerischer Kabarettpreis (Musikpreis)
- 2025: Recklinghäuser Hurz (Wolf-und-das Lamm-Hurz)